# Fritz J. Dold
Friedrich Julius Dold (* 23. April 1949 in Egg, Kanton Zürich) ist ein Schweizer Glaskünstler und Restaurator.

## Leben
Fritz Julius Dold ist in einer Künstlerfamilie aufgewachsen. Er repräsentiert die dritte Generation von Glasmalern, die 1920 in St. Gallen das Glasmaleratelier gründeten. Bereits sein Vater Fritz Werner Dold (1911–1974) sowie sein Grossvater Emil Dold (1885–1957) waren Glasmaler.
Nach Schulabschluss trat Fritz Julius Dold in die Kunstgewerbeschule Zürich ein und belegte die Fächer Freihandzeichnen, Modellieren und figürliches Zeichnen.
Von 1965 bis 1966 besuchte er die Glasfachschule in Kramsach, Österreich und lernte 1967 figürliches Zeichnen bei den Kunstmalern Ernst Georg Heussler und Jacques Schedler. Von 1967 bis 1971 absolvierte er die Glasmalerlehre bei seinem Vater in Zürich. Berufsbegleitend besuchte er die Kunstgewerbeschule in Zürich.
Nach dem Tod seines Vaters übernahm er dessen Glasmaleratelier. Seit 1974 ist er als freischaffender Künstler und Restaurator in Zürich tätig. Von 1987 bis 2002 leitete er das Restaurierungsatelier Königsfelden.

## Werke (Auswahl)

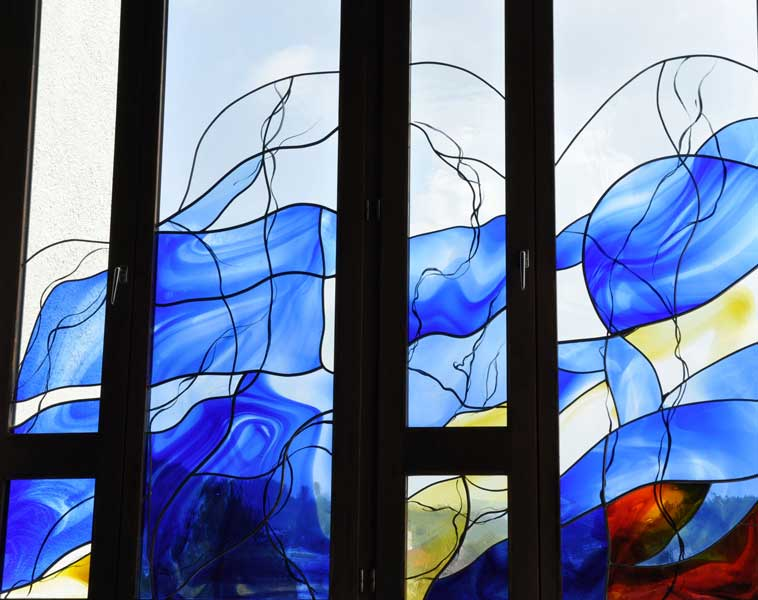
Ausschnitt der Glasmalerei „Elemente der Natur“ in der Kath. Kirche Mettmenstetten

Fritz J. Dolds Werk umfasst Glasmalerei, Glaskunst, Zeichnungen, 3D-Glasskulpturen und Fotografie.
- 2022: Fenster Himmelslicht in der alten Reformierten Kirche Albisrieden
- 2018: Bühnenbilder im Konzerthaus Harpa, Reykjavík
- 2016: Fenster Elemente der Natur Röm-kath. Kirche Mettmenstetten
- 2015: Skulptur Albisrieden
- 2011: Fenster Das Licht Reformierte Kirche Rüschlikon
- 2003: Fenster Auferstehung und heiliger Geist im Kloster Rheinau[2]
- 1998: Dreidimensionales Glasbild in der Zürcher Kantonalbank Albisrieden
- 1996: Fenster Schöpfungsgeschichte in der reformierten Kirche von Untervaz
- 1995: 10-teilige Fensterreihe Das Leben in der Kapelle des Genfer Kantonsspitals.
- 1994: Vierjahreszeiten-Fenster in der reformierten Kirche von Emmenbrücke
- 1990: Kopie der Vogelpredigt in Königsfelden

## Ausstellungen (Auswahl)
- 2020: Schloss Kyburg, 100 Jahre Glasmalerei Dold
- 2016 Internationales Bildhauersymposium, St. Blasien, Deutschland
- 2013: Internationales Bildhauersymposium, Davos
- 2009: Glas Art verrie contembre, Musée Suisse du Vitrail, Romont
- 2005: verarte.ch, «Farbe Licht Raum», Offene Kirche Elisabethen, Basel
- 2004: verarte.ch, Musée Suisse du Vitrail, Romont
- 2002: Contemporains < 2 >, Musée Suisse du Vitrail, Romont
- 1999: Glas in Brig, Hof des Stockalperpalastes und Galerie Matze, Brig
- 1998: Le vitrail suisse contemporain, Centre international du Vitrail, Chartres, Paris
- 1996: Zeitgenössische Schweizer Glasmalerei, in Einsiedeln und Romont
- 1989: Ausstellung der Preisträger II Salon International du Vitrail im Musée du Vitrail, Romont
- 1989: II Salon International du Vitrail, Chartres, Frankreich
- 1987: Stained glass Exhibition, Corning Museum, USA
- 1969: Kunstgewerbeschule Zürich

## Auszeichnungen/Preise (Auswahl)
- 2016: Sieger für den Entwurf  "Elemente der Natur" und Ausführung der Fenstergestaltung, röm-kath. Kirche Mettmenstetten
- 2011: 1. Preis im Wettbewerb für die Fenstergestaltung Das Licht, ref. Kirche Rüschlikon
- 1994: 1. Preis für den Entwurf der Fenstergestaltung Das Leben, Kantonspital Genf
- 1993: 1. Preis, im Wettbewerb für die Fenstergestaltung Vier Jahreszeiten, Emmenbrücke Luzern
- 1969: Kunstgewerbeschule Zürich